# Sétif

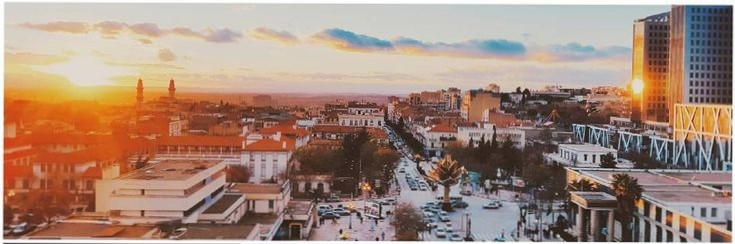
Centro do sétif.

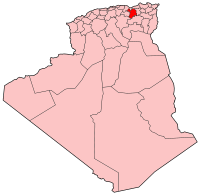
Setif

Setif (em árabe: سطيف; em latim: Sitifis) é uma cidade da Argélia, capital do vilaiete de mesmo nome. A cidade foi o local de onde começaram as manifestações nacionalistas de 8 de maio de 1945, que foram reprimidas duramente pelas autoridades coloniais francesas. Essas manifestações custaram a vida de milhares de pessoas (entre 40 e 45 mil, segundo diversas fontes). Localizada num planalto a 1096m de altitude e numa latitude acima de 36ºN do equador, com influências dos ventos advindos do norte e dos ventos do vizinho mar mediterrâneo, localizado a poucos quilômetros dali. Setif torna-se bem fria e propícia a frequentes nevascas.

## História

### Antiguidade
Durante o período romano, era conhecida como Sitifis e tornou-se a capital da província de Mauritânia Sitifense depois que a província foi separada da Mauritânia Cesariense no início do século IV.

### O massacre de Sétif
Em 8 de maio de 1945, o dia do fim formal da Segunda Guerra Mundial na Europa, um levante contra as forças de ocupação francesa em Sétif e cidades próximas Guelma Kherrata e resultou na morte de 104 pieds noirs franceses pelos revoltosos. A revolta foi reprimida através do que é agora conhecido como o massacre de Sétif. As estimativas de baixas argelinas variam amplamente de 2.000 a 40.000 (ver massacre de Setif para detalhes).

## Economia
A economia local lida tanto com o comércio e indústrias. O comércio é principalmente em grãos e pecuária da região circundante. Trigo produzido localmente é processado por fábricas locais para a produção de sêmola, cuscuz e macarrão. Outras indústrias a fabricação, madeira de tapetes e artesanato metal. O zinco é extraído de depósitos próximos e há o desenvolvimento hidrelétrico para o norte. Tornou-se o centro comercial de uma região onde são feitas têxteis, fosfatos são minadas e cereais cultivados. Um grande parque de diversões está localizado no centro da cidade, onde o Zoo da cidade pode ser encontrado. O centro do parque tem um homem feito lago onde os visitantes podem desfrutar de pedalinhos.

## Clima
Devido à localização Sétif sobre o planaltos a uma altitude de 1.096 metros, é uma das regiões mais frias durante o inverno na Argélia. A Wilaya freqüentemente vê uma queda de neve anual de até 40 centímetros. As Inundações são raras, mas têm ocorrido recentemente em torno das estações primavera e outono. O Verão é bastante quente, onde as ondas de calor extremo são comuns em todo o mês de julho onde as temperaturas podem às vezes até chegar a 40 ° C.

## Equipe de futebol
O ES Sétif da equipe de futebol é um dos mais prestigiados da Argélia clubes da primeira divisão.